# Józef Lasak
Ks. Józef Franciszek Lasak SAC (ur. 10 lipca 1962 w Zębie) – polski duchowny, pallotyn.

## Życiorys
W 1982 roku wstąpił do Stowarzyszenia Apostolstwa Katolickiego (Pallotyni). Po odbyciu nowicjatu, 29 września 1984 roku, złożył pierwszą profesję zakonną. 6 maja 1989 roku przyjął Święcenia kapłańskie w Wyższym Seminarium Duchownym SAC w Ołtarzewie. Następnie przez rok pełnił posługę wikariusza w parafii św. Wojciecha w Ostrołęce. 
W 1990 roku wyjechał do Rzymu w celu odbycia studiów specjalistycznych z psychologii na Papieskim Uniwersytecie Salezjańskim.
Po powrocie z Rzymu, w latach 1996-2002 pełnił funkcję prefekta alumnów w WSD SAC w Ołtarzewie. W 2002 roku został mianowany dyrektorem nowicjatu) Prowincji Chrystusa Króla SAC w Wadowicach.
W marcu 2005 roku został wybrany radcą prowincjalnym Prowincji Chrystusa Króla SAC. W tym samym roku we wrześniu objął urząd rektora (przełożonego) Wspólnoty SAC na Krzeptówkach w Zakopanem. Funkcję tę pełnił do marca 2008 roku, kiedy to po raz pierwszy został wybrany przełożonym prowincjalnym Stowarzyszenia Apostolstwa Katolickiego (Pallotyni) Prowincja Chrystusa Króla. Funkcję przełożonego prowincjonalnego pełnił trzy kadencje do 2016 roku. 
Od października 2016 do października 2022 roku pełnił funkcję pierwszego radcy generalnego w zarządzie generalnym pallotynów. 23 czerwca 2025 w Ambasadzie Rzeczypospolitej Polskiej przy Stolicy Apostolskiej otrzymał Krzyż Oficerski Orderu Odrodzenia Polski